# Williams Street Records
Williams Street Records LLC é uma gravadora independente americana fundada por Jason DeMarco, com sede em Atlanta, Geórgia. É uma joint venture entre a Williams Street Productions do Cartoon Network e a Warner Music Group (antiga gravadora da Warner Bros. Discovery) e é distribuído pela Alternative Distribution Alliance. Sob esse selo, eles lançaram obras musicais originais, algumas das quais relacionadas aos seus shows no Adult Swim. A gravadora é gerenciada por Chris Hartley, e o A&R é Jason DeMarco.
Em fevereiro de 2007 (mesmo ano em que a gravadora foi fundada), o Cartoon Network se uniu à gravadora independente de hip-hop Definitive Jux para produzir um vídeo animado para a faixa "Flyentology" de El-P e lançar gratuitamente uma coletânea intitulada Definitive Swim para download gratuito, apresentando faixas da maioria dos artistas da gravadora.
Em outubro de 2015, DeMarco mencionou em sua página Ask.fm que a Williams Street Records não colocaria mais álbuns à venda e só lançaria músicas gratuitas.

## Álbuns lançados pela gravadora
- The Dethalbum – Dethklok (2007)
- The Diary of an American Witchdoctor – Witchdoctor (2007)
- Awesome Record, Great Songs! Volume One – Tim & Eric (2008)
- The Venture Bros.: The Music of J.G. Thirlwell – J. G. Thirlwell (2009)
- Dethalbum II – Dethklok (2009)
- Another Big Night Down the Drain... – Cheeseburger (2011)
- Cerebral Ballzy – Cerebral Ballzy (2011)
- R.A.P. Music – Killer Mike (2012)
- Dethalbum III – Dethklok (2012)
- If I tell U – Phaseone (2013)
- Southern Meridian – Gene the Southern Child (2014)
- Awful Swim – Father (2018)[6]

### Compilações
- Chocolate Swim (2006, co-lançado com Chocolate Industries)
- Definitive Swim (2007, co-lançado com Definitive Jux)
- Aqua Teen Hunger Force Colon Movie Film for Theaters Colon the Soundtrack (2007)
- Warm & Scratchy (2007)
- Ghostly Swim (2008, co-lançado com Ghostly International)
- World Wide Renewal Program (2008)
- African Swim (2008)
- Have Yourself a Meaty Little Christmas (2009)
- ATL RMX (2009)
- Adult Swim Singles Program 2010 (2010)
- Metal Swim (2010)
- Adult Swim Singles Program 2011 (2011)
- {UNCLASSIFIED} (2011)
- Squidbillies Present Music For Americans Only Made By Americans In China For Americans Only God Bless The U.S.A (2012)
- Adult Swim Singles Program 2012 (2012)
- Garage Swim (2013)
- Adult Swim Singles Program 2013 (2013)
- Adult Swim Singles Program 2014 (2014)
- Ghostly Swim 2 (2014)
- Nabuma Purple Rubberband (2015, álbum remix com Little Dragon)
- Adult Swim Singles Program 2015 (2015)
- Adult Swim Singles Program 2016 (2016)
- N O I S E (2016, compilação de música experimental)[7]
- LUXE (2017, compilação de dream pop/electro soul)[8]
- Adult Swim Singles Program 2017 (2017–2018)